# Рубельська сільська рада
Рубельська сільська́ ра́да (біл. Рубельскі сельсавет) — адміністративно-територіальна одиниця у складі Столинського району Берестейської області Білорусі. Адміністративний центр — село Рубель.

## Склад
Населені пункти, що підпорядковувалися сільській раді станом на 2009 рік:
| Населений пункт | Тип  | Населення, осіб (2009) |
| --------------- | ---- | ---------------------- |
| Рубель          | село | 3695                   |
| Хотомель        | село | 1034                   |

## Населення
За переписом населення Білорусі 2009 року чисельність населення сільської ради становила 4729 осіб.

### Національність
Розподіл населення за рідною національністю за даними перепису 2009 року:
| Національність            | Осіб | Відсоток |
| ------------------------- | ---- | -------- |
| білоруси                  | 4696 | 99,30 %  |
| росіяни                   | 21   | 0,44 %   |
| українці                  | 5    | 0,11 %   |
| литовці                   | 2    | 0,04 %   |
| удмурти                   | 2    | 0,04 %   |
| національність не вказана | 2    | 0,04 %   |
| мордва                    | 1    | 0,02 %   |
| Разом                     | 4729 | 100 %    |